# Jungerhans
Jungerhans is een voormalige Rotterdamse winkel van huishoudelijke artikelen, waaronder serviezen en meubels. Jungerhans bestond 125 jaar: van 1882 tot augustus 2007. De winkel was bekend om haar luxe producten: Jungerhans verkocht bijvoorbeeld serviezen van Villeroy & Boch en van Wedgwood, glaswerk van Copier, en Gouds plateel. Voor jonge bruidsparen in Rotterdam was het een populaire plek voor aanschaf van de uitzet of bruidslijst.

## Geschiedenis

Pand van Jungerhans aan het Rotterdamse Binnenwegplein (vanaf 1953, foto vermoedelijk jaren 1970 of '80).

In 1882 begon de Pruisische ondernemer Anton Jungerhans in Rotterdam een winkel in 'galanterieën'. De winkel verhuisde in de loop der jaren een aantal keer:
- Van 1884 tot 1894 bevond Jungerhans zich aan de Hoogstraat 372, toen een belangrijke winkelstraat in Rotterdam. Daarna was de winkel een paar jaar gevestigd aan het Hang.
- Van 1899 tot 1907 huisde Jungerhans aan de Leuvehaven (nr. 1-5).
- In 1908 verhuisde Jungerhans naar de Coolsingel. Eerst betrok de zaak een winkel aan Coolsingel 66, ter hoogte van de plek waar het Calandmonument zich voor de Tweede Wereldoorlog bevond. In 1921 betrok Jungerhans een eigen, nieuw gebouw op hetzelfde adres. Dit gebouw ging verloren bij het bombardement op 14 mei 1940.
- Kort na het bombardement opende Jungerhans twee noodwinkels: één aan de Binnenweg 121 en een tweede in een winkelcentrum aan de Mathenesserlaan.
- Ten slotte, in 1953, verhuisde de winkel definitief naar een eigen nieuw pand aan het Binnenwegplein en de Coolsingel in Rotterdam. Het pand was een ontwerp van de Gebroeders Kraaijvanger.

In augustus 2007 sloot Jungerhans definitief de deuren na een faillissement. Het karakteristieke winkelpand aan het Binnenwegplein werd nog een aantal jaren door andere winkels gebruikt, en is in 2017 gesloopt bij de bouw van Forum Rotterdam. Het gebouw is daarna gereconstrueerd en huist sinds 2021 het Ierse winkelketen Primark.

## Fotogalerij

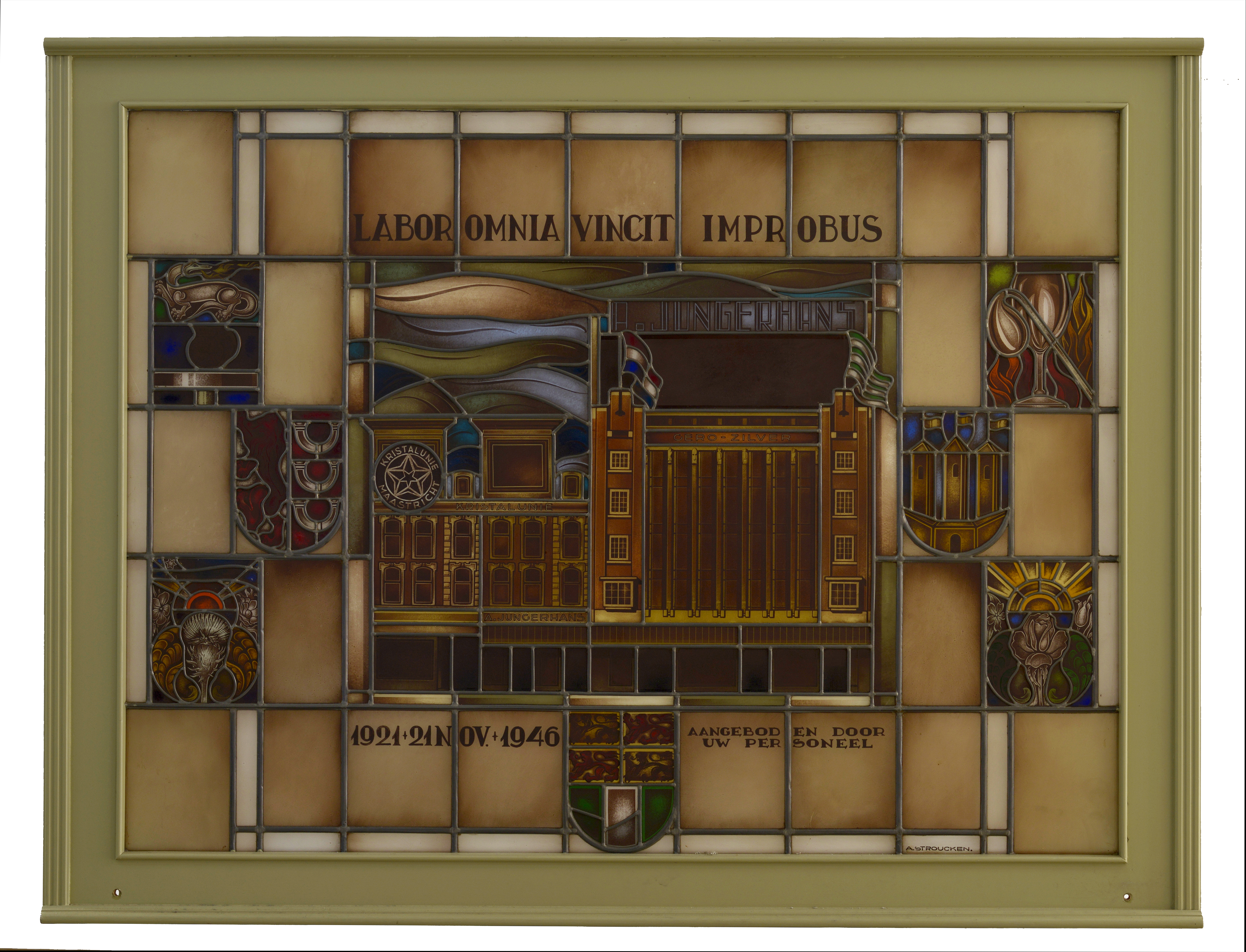
Glas-in-loodraam uit 1946, dat het in 1921 gebouwde en in 1940 vernielde winkelpand op de Coolsingel voorstelt.
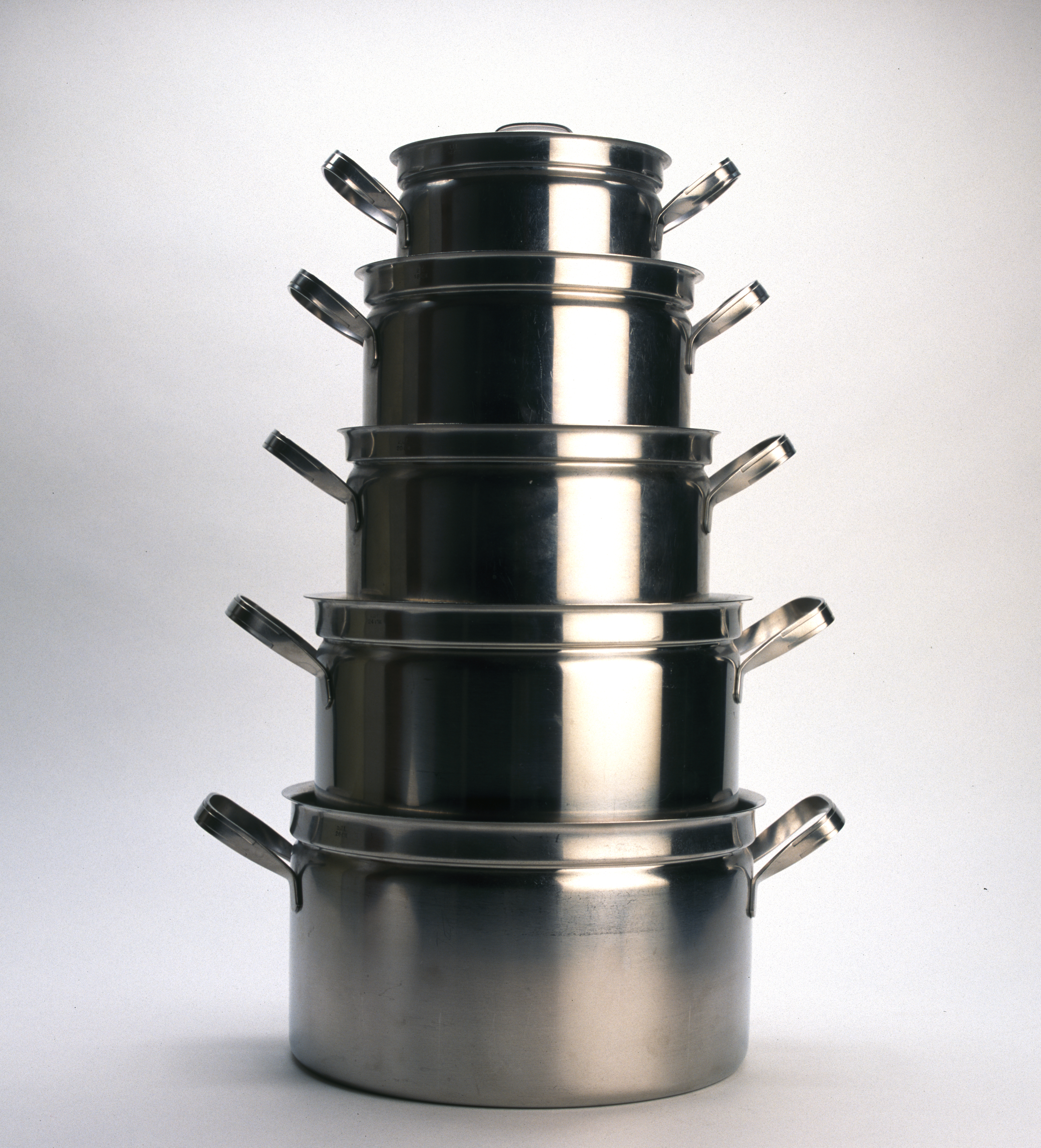
Pannenset uit 1935-1941, aangekocht als onderdeel van een uitzet bij Jungerhans.
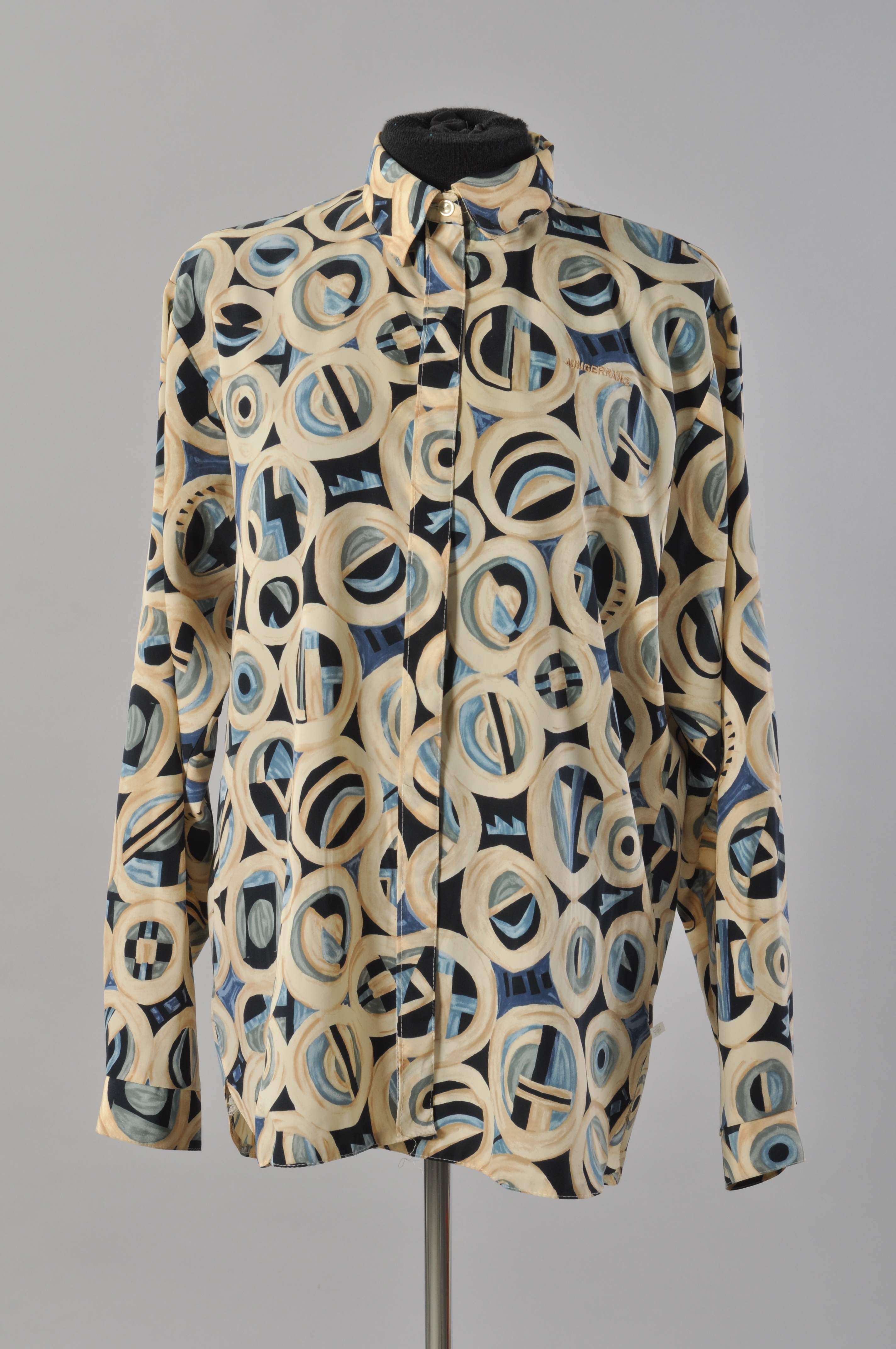
Damesblouse, gedragen door Jungerhans-medewerkers
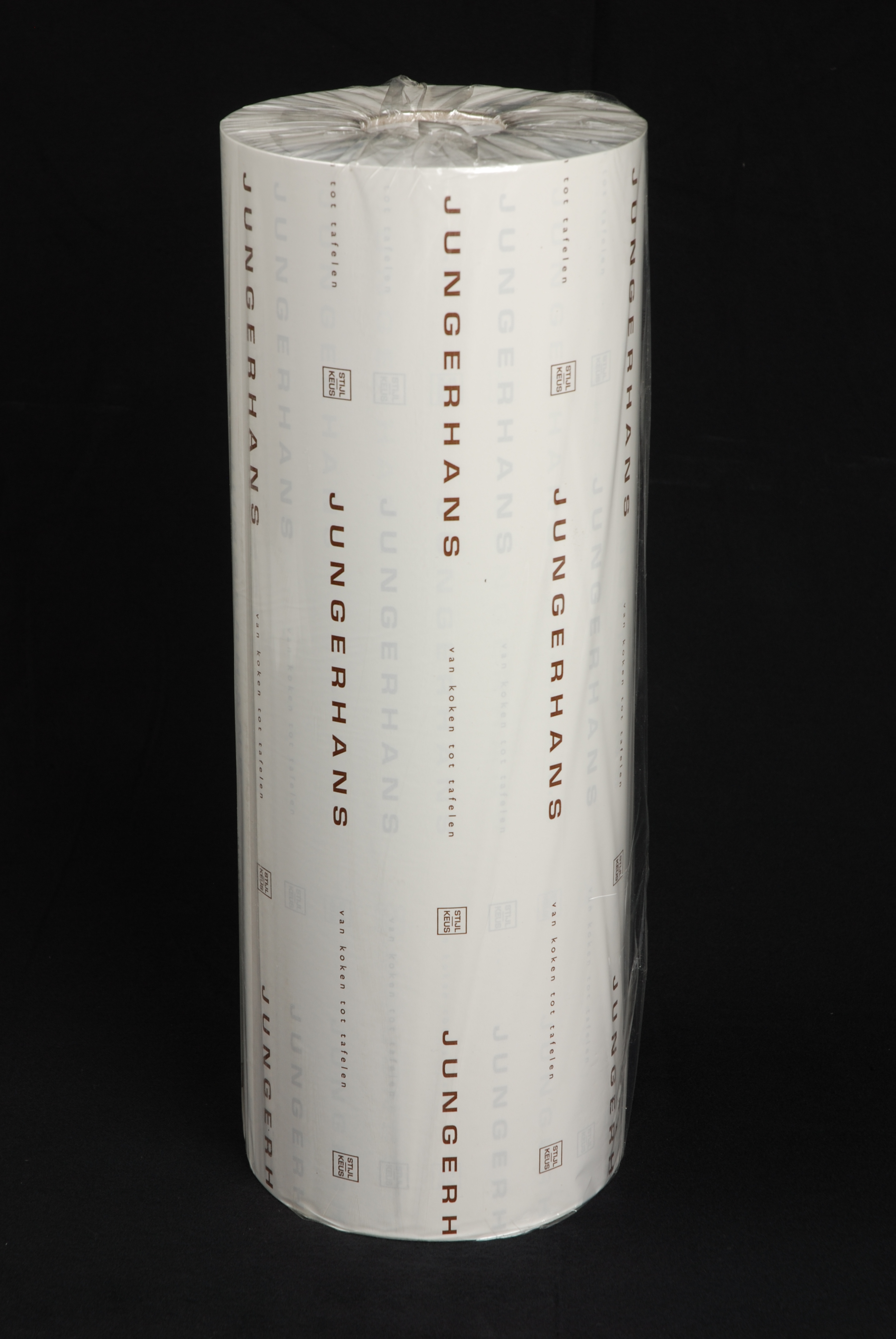
Inpakpapier van Jungerhans
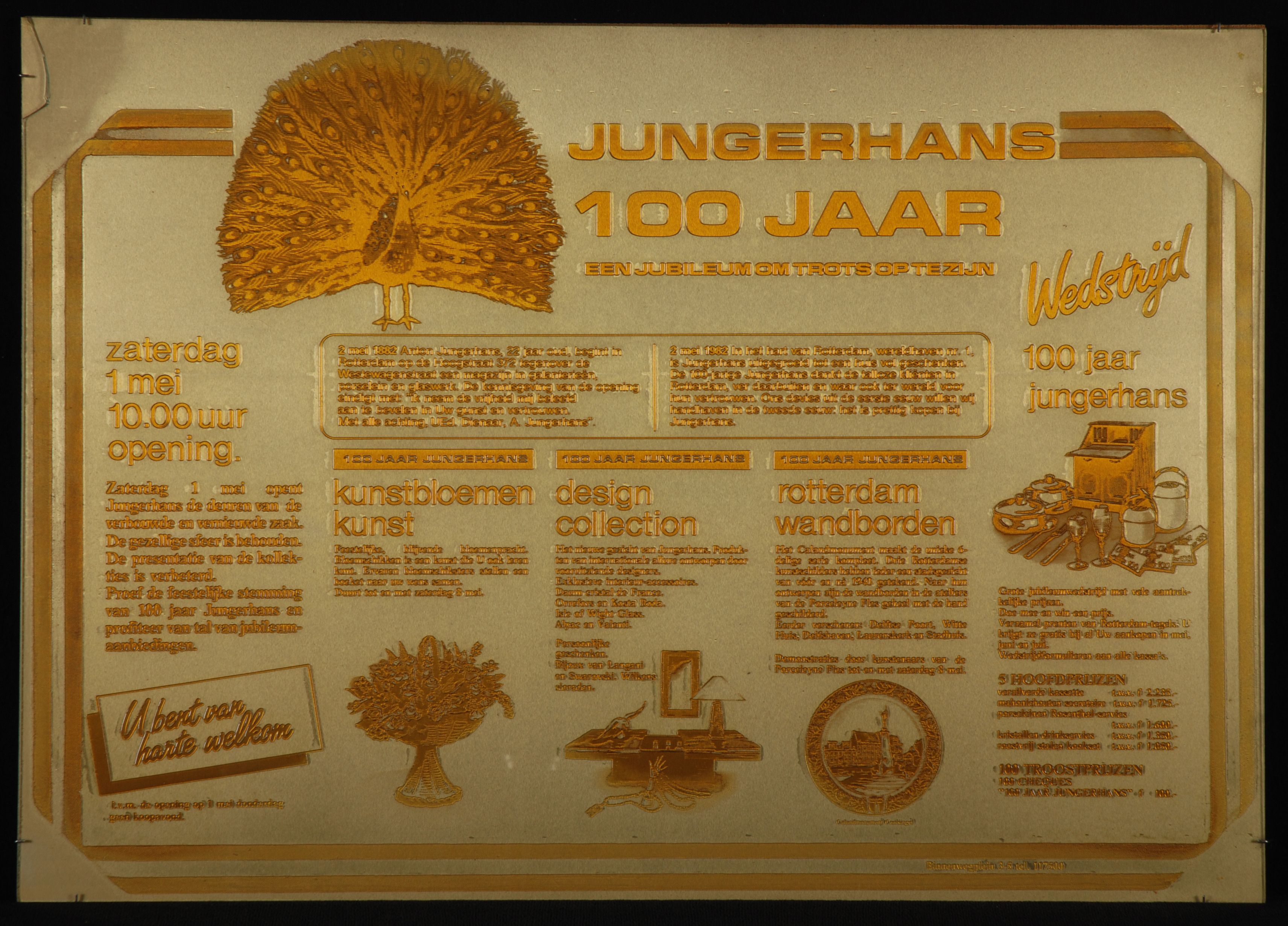
Reclamepamflet 'Jungerhans 100 jaar', 1982
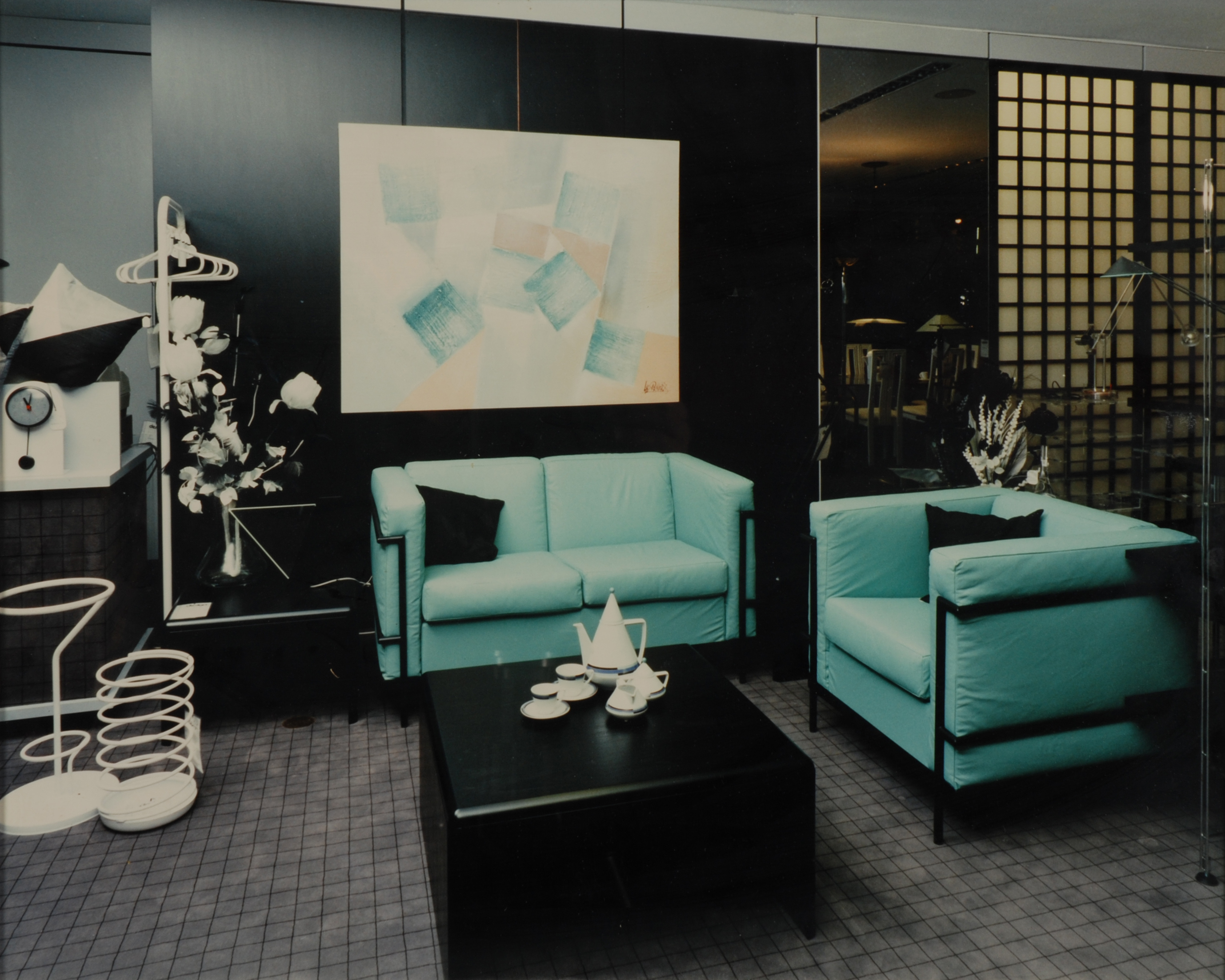
Showroom Jungerhans, vermoedelijk jaren 1980
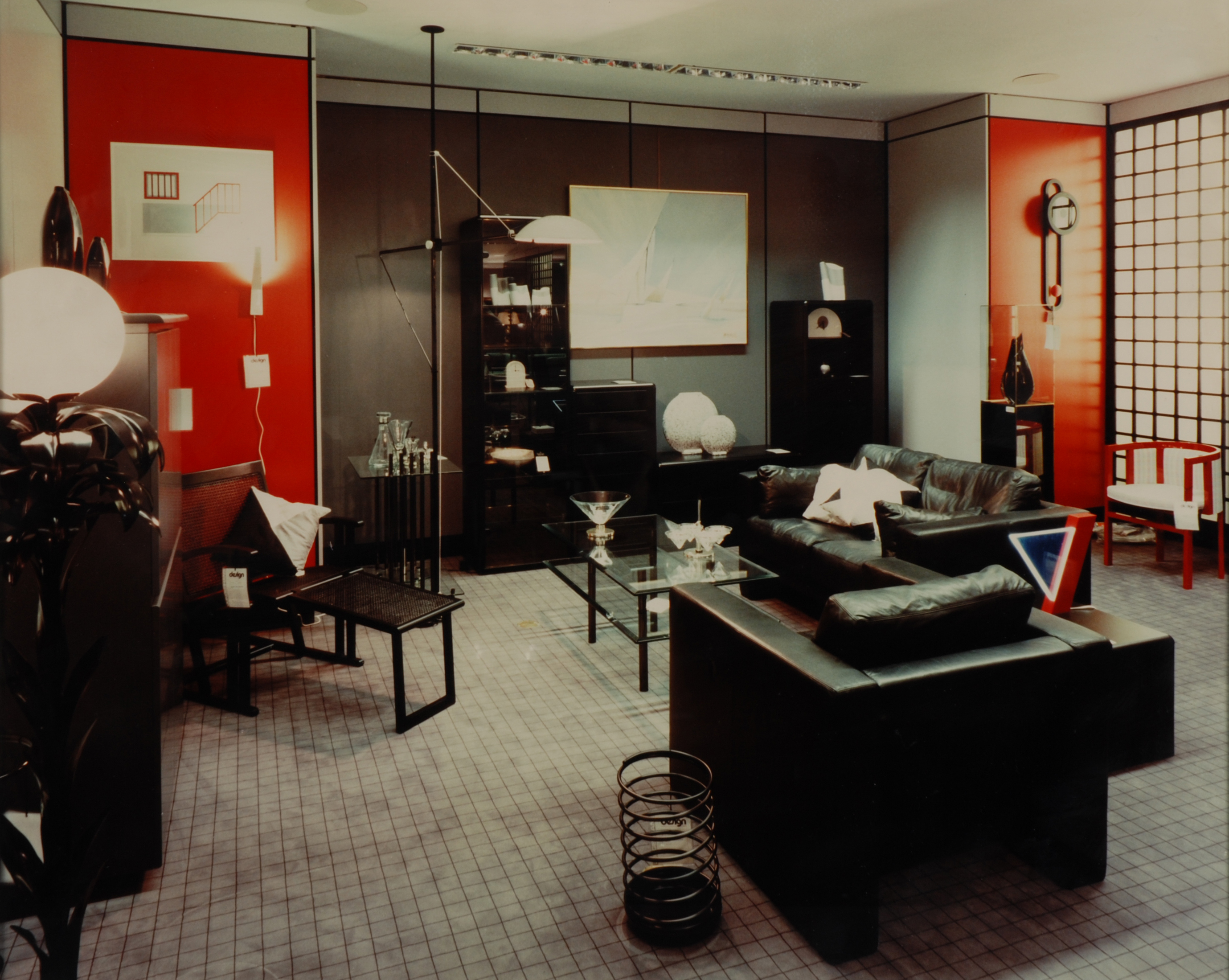
Showroom Jungerhans, vermoedelijk jaren 1980